# Dichaea hirtzii
Dichaea hirtzii är en orkidéart som beskrevs av Dodson. Dichaea hirtzii ingår i släktet Dichaea och familjen orkidéer.
Artens utbredningsområde är Ecuador. Inga underarter finns listade i Catalogue of Life.